# Katrina Bayonas

Katrina Bayonas (Hereford, Herefordshire, 6 de febrero de 1941) es una representante de actores, productora de películas y directora de casting británica. Es más conocida por descubrir y gestionar la carrera de Penélope Cruz.

## Actividad
Desde su creación en 1988, su programa anual de ‘Caras Nuevas’ ha sido también responsable del lanzamiento de carreras  de actores como Jordi Mollá, Elena Anaya, Alicia Borrachero, Alberto Ammann y Najwa Nimri.
Entre sus créditos en el cine como directora de casting están: The Dancer Upstairs (2002), Queen of Swords (2000), Carne Trémula (1997), A Corner of Paradise (1997), Shooting Elizabeth (1997), An Ungentlemanly Act (1992), The House on Garibaldi Street (1979), Fidel (2002) y Harem (1986).
Bayonas ha producido tres películas: Wild Tango (1993), El invierno en Lisboa (1991), y The Power Game (1983). 
Ha salido también en varios documentales de televisión, entre ellos: Penélope, camino a los Oscar (2009) y Cómo conseguir un papel en Hollywood (2007), y la película documental Buscando a Penélope (2009), en la que se interpretó a sí misma.